# Шестепери
Шестепе́ри (рос. Шестеперы) — присілок у складі Нагорського району Кіровської області, Росія. Входить до складу Чеглаківського сільського поселення.
Населення становить 11 осіб (2010, 34 у 2002).
Національний склад станом на 2002 рік — росіяни 100 %.